# HMS Duncan (1901)
O HMS Duncan foi um couraçado pré-dreadnought operado pela Marinha Real Britânica e a quarta embarcação da Classe Duncan. Sua construção começou em julho de 1899 nos estaleiros da Thames Ironworks e foi lançado ao mar em março de 1901, sendo comissionado na frota britânica em outubro de 1903. Era armado com uma bateria principal composta por quatro canhões de 305 milímetros montados em duas torres de artilharia duplas, tinha um deslocamento carregado de mais de quinze mil toneladas e alcançava uma velocidade máxima de dezenove nós.
O Duncan teve um início de carreira tranquilo e sem grandes incidentes. Começou ser serviço atuando na Frota do Mediterrâneo, depois também integrando a Frota do Canal, Frota do Atlântico e Frota Doméstica, tornando-se depois de 1912 um navio-escola. A Primeira Guerra Mundial começou em 1914 e o navio foi designado para patrulhar o Mar do Norte e Oceano Atlântico. Foi enviado para o Mar Mediterrâneo em 1915 e envolveu-se em operações contra a Grécia. Voltou para casa no início de 1917 e usado como alojamento flutuante até ser desmontado em 1920.